# 鹿港施進益古厝
24°03′17″N 120°26′01″E / 24.054830°N 120.433606°E
鹿港施進益古厝是一幢台灣彰化縣的歷史建築。「施進益」為鹿港鎮施淵舉創設的商號，施氏以此創業致富。其位於彰化縣鹿港鎮大有街10、12、14號的故居即今鹿港施進益古厝，由三棟相毗連的房舍併成，俗稱「四塊大厝」。建於清嘉慶年間，建築形式為傳統閩南二層樓店屋，以木構造建成。其中舊樓井仍保存相當完整，在鹿港傳統民居廳堂中已不多見。施家後人基於期望為後代子孫保留傳統民居，主動提報歷史建築登錄，於2009年4月13日經彰化縣政府公告為歷史建築。
不過，現時施進益古厝內部比較破舊，鹿港施氏家族呼籲政府撥款維修. ( <公共電影晚間新聞>（ 2024年12月11日 )